# CELTA
CELTA (англ. Certificate in English Language Teaching to Adults) вважається початковою кваліфікацією у галузі викладання англійської мови як іноземної (Teaching English as a Foreign Language —  TEFL) та англійської як другої мови (English as a Second Language — ESL). Сертифікат CELTA видається підрозділом Кембриджського університету Cambridge English Language Assessment по закінченню однойменного інтенсивного (full-time) або частково заочного курсу (part-time), який можна проходити лише у авторизованих центрах (Cambridge English Teaching Qualification centres) у понад 70 країнах світу.
Згідно аналізу даних із 500 оголошень про пошук вчителів англійської мови, що були розміщені на 23 міжнародних вебсайтах з пошуку роботи, 9 з 10 роботодавців у Великій Британії та 7 з 10 у всьому світі (включаючи Велику Британію) вимагають сертифікат CELTA від кандидатів на посаду вчителя англійської мови.
Сертифікат CELTA прирівнюється до 5 рівня Системи Кредитів і Кваліфікацій (Qualifications and Credit Framework) для Англії, Уельсу та Ірландії, а також Австралії.

## Вимоги до кандидатів
CELTA підходить як кандидатам, які починають свою кар'єру, так і досвідченим викладачам, яким бракує практичних навичок у викладанні англійської, або ж тим, хто бажає підтвердити свої навички ELT міжнародним сертифікатом. Вчителі, які вже мають початкову кваліфікацію CELTA, і які мають принаймні один рік досвіду викладання англійської мови, можуть обрати іншу кваліфікацію, наприклад, Delta. CELTA підходить тим, хто знаходиться на рівні Foundation та Developing відповідно до Cambridge English Teaching Framework, тоді як Delta призначена для викладачів рівнів Proficient та Expert.
Кандидати на проходження курсів CELTA повинні бути старшими 20 років (кандидати старші за 18 років також можуть бути зараховані на курс за результатами співбесіди). Обов'язковою також є наявність вищої освіти (ступінь бакалавра чи магістра у будь-якій галузі).
Рівень володіння англійською мовою повинен відповідати щонайменше рівню C1 або С2 згідно Загальноєвропейських рекомендацій з мовної освіти (CEFR) — стандарт англійської мови, що дає змогу викладати студентам на різних рівнях, від початкового до вищого за середнього, та розумітися у мовних питаннях.
Кандидати, які відповідають цим вимогам, проходять попередній відбір, який включає виконання письмового завдання на знання мови та питань, пов'язаних із викладанням. Якщо кандидат успішно виконує письмове завдання, його запрошують пройти невелику співбесіду з тренером CELTA.
Характер співбесіди варіюється від центру до центру. Це може бути як індивідуальна, так і групова співбесіда, віч-на-віч, по телефону або по Skype. Співбесіда — це можливість для центрів надати інформацію кандидатам, а також оцінити їх потенціал для успішного проходження курсу (кандидатів попросять розповісти що вони думають з приводу мови та навчання, а також викладання англійської).

## Формат та структура курсу CELTA
Інтенсивний курс CELTA (150 годин) триває 4-5 тижнів з понеділка по п'ятницю з щоденними заняттями.  Частково заочний курс CELTA триває від 3 місяців до 1 року, залежно від обраного центру. Незалежно від формату курсу, його практична частина — практика викладання (Teaching Practice) — повинна бути пройдена безпосередньо у центрі за місцем навчання.
Обидва курси, незалежно від формату, включають такі компоненти:
- навчальні заняття (inputs), під час яких кандидати ознайомлюються з основами викладання мови за комунікативною методикою, як з теорією, так і на практиці з колегами;
- спостереження (observations) за заняттями більш досвідчених викладачів, які вже мають  CELTA. Всього 6 годин за курс;
- заняття із самооцінки та зворотнього зв'язку (feedback sessions), на яких кандидати разом із досвідченими тренерами курсу обговорюють та аналізують власні проведені заняття та заняття своїх колег з метою їх покращення;
- заняття з планування уроків (lesson planning sessions), що допомагають планувати уроки ефективно, згідно вимог комунікативної методики.
- практика викладання з групами (teaching practice) — найважливіша складова курсу CELTA. Кандидати навчають реальних людей з різним рівнем володіння англійською
- виконання обов'язкових письмових завдань, що стосуватимуться характеристики учнів, дослідження мови, розвитку мовних навичок, викладання мови та професійного розвитку.

## Оцінювання
Під час курсу до центру приїздять експерти Кембриджу та проводять незалежну оцінку роботи тренерів та якість навчання.
Впродовж курсу тренери оцінюють два основних компоненти:
- планування та проведення занять;
- 4 письмові завдання.

Після закінчення навчання, кандидат отримує попередній висновок тренерів та рекомендований бал. Сертифікат присвоюється кандидатам, робота яких відповідає вимогам курсу та чия робота відповідає або перевищує критерії в обох компонентах оцінки. Сертифікат CELTA присвоюється кандидатам після ретельної перевірки результатів виконаної роботи спеціалістами Cambridge English Language Assessment, як правило, через 3 тижні після закінчення курсу.
Є чотири можливі оцінки, які кандидат може отримати після закінчення курсу CELTA:
- Pass
- Pass B
- Pass A
- Fail (отримують кандидати, робота яких не відповідає критеріям у будь-якому або всіх компонентах, що оцінюються).

Згідно статистики Cambridge Assessment English в Україні: 55,6 % вчителів отримують «Pass», 30 % — «Pass B», приблизно 0,5 % не виконують завдань курсу, інші — це «Pass А».

## CELTA в Україні
Пройти курс та отримати сертифікат CELTA в Україні можна у одному із шести  авторизованих центрів Cambridge English Language Assessment.
Київ:
- Grade Education Centre (Platinum Centre) UA007
- British Council UA001
- International House UA031
- International Language Centre UA800

Харків:
- Cambridge English Centre Boiko School UA010

Одеса:
- London School of English UA015